# Cervecería Santa Fe
La Cervecería Santa Fe es una empresa cervecera argentina, perteneciente a la Compañía de Cervecerías Unidas (CCU), de capitales chilenos y neerlandeses.
Inaugurada en el año 1912, es una empresa emblemática no solamente de la ciudad de Santa Fe, Argentina (donde tiene su sede), sino también de toda la provincia, siendo a nivel nacional una de las empresas líderes en el mercado cervecero y en la logística de la importación de cervecerías de países como Holanda, Estados Unidos, Bélgica, Alemania, Italia, entre otros.
En la ciudad de Santa Fe y sus alrededores (departamentos Las Colonias, San Justo, San Jerónimo y Garay) esta cervecería es muy popular gracias a la cultura cervecera del liso, medida de cerveza sin pasteurizar tirada (entre 220cc y 250cc) servida en un pequeño vaso liso y sin textura, haciendo de este mismo un importante complemento gastronómico en la región.

## Datos de la empresa
Su planta de la ciudad de Santa Fe tiene una superficie de 55.000 m², y emplea a entre 550  y 700 personas aproximadamente, que varían dependiendo de las temporadas, ya que en verano sus ingresos se ven triplicados. En Argentina existen otras 2 plantas de la misma firma; en Salta, donde trabajan otros 100 empleados, y Luján, con más de 300. Aquí se producen cervezas emblemáticas locales, como Santa Fe (lager y stout), Schneider (lager, roja y negra), Córdoba e Imperial, siendo esta última la que más variedades tiene en sus estilos (lager, cream stout, scotish, weissbier e IPA). En la planta de la ciudad de Santa Fe se elaboran líneas de marcas internacionales, líderes en el mercado mundial, como Miller (siendo CCU elogiada por la empresa Miller Brewing Co. gracias a la excelente fabricación de esta marca) y Heineken. Desde 2003, Santa Fe tiene la única fábrica que produce la marca Heineken en Argentina. La cerveza Salta, Salta Negra, Malta y Schneider Negra, se producen en la planta ubicada en la ciudad de Salta. En Luján, la compañía elabora Palermo, Schneider, Bieckert e Imperial. También se comercializan y distribuyan otras dos marcas internacionales, la cerveza Guinness (Irlanda), Sol (México), Paulaner (Alemania), Kunstmann (Chile), Blue Moon (Estados Unidos), Amstel (Holanda) Isenbeck (Alemania/Argentina) y Birra Moretti (Italia). En cuanto al mercado de exportación, la marca Schneider llega a Perú, Bolivia, Uruguay, Israel y Tenerife; y la marca Miller a Chile, Perú, Bolivia, Uruguay y Brasil. La firma cuenta con el 22% del mercado cervecero argentino, y su provincia de procedencia (la provincia de Santa Fe) dobla el consumo per cápita de cerveza del resto del país.
El promedio anual es de 35 litros per cápita, mientras que Santa Fe supera los 70 litros. [cita requerida]

## Historia
La cervecería Santa Fe está inherentemente vinculada a las cervecerías Schneider y San Carlos. La cultura cervecera llegó a Santa Fe con los inmigrantes europeos a mediados del siglo XIX: italianos, polacos, suizos, croatas, checoslovacos y alemanes, entre otros, no se resignaron a olvidar la bebida y se aferraron a su tradición. Así comenzó a proliferar la industria cervecera local, la producción artesanal y los patios cerveceros.
Otto Schneider en 1911 se instaló a los pies de la laguna Setúbal, buscando un lugar donde continuar el know how que había aprendido en el establecimiento cervecero de sus padres, en Prusia Oriental. Allí impulsó la fundación de la Cervecería Santa Fe y, 21 años más tarde, brindó su apellido a una marca propia, creando una variedad que guardaba fuertes lazos con las tradiciones alemanas de su pasado.
El agua de Pilsen, en zona de colonización alemana de la actual República Checa, fue reconocida desde el siglo XIX como una de las mejores para la elaboración de cervezas. A tal punto marcó el sabor de las bebidas allí producidas que la localidad dio su nombre a toda una rama de variedades (estilo pilsen). Lo que Schneider y otros entendidos proponían era aprovechar las aguas de la cuenca fluvial sobre la cual se asienta la ciudad de Santa Fe, cuyas calidades eran equiparables a aquellas. 
Para 1911 consiguieron sumar a una gran cantidad de accionistas tanto de la zona de Las Colonias como especialmente de la propia ciudad de Santa Fe, para formar una nueva empresa cervecera. En las tradiciones orales recogidas por Gustavo Vitori aparecen asociadas al emprendimiento varias familias patricias, junto con los nombres de algunos pocos inmigrantes. Mientras tanto, Schneider aparece como el fundador de la fima en los recuerdos de la familia de Schneider, alegándose que habría llamado a una reunión para constituir una sociedad al terminarse su contrato con la San Carlos. 
Terminada la Gran Guerra en 1918, el puerto de Santa Fe conoció un momento de auge. Sus instalaciones eran nuevas, sus servicios completos, su conectividad por ferrocarril óptima. En un contexto de recuperación del comercio internacional y de crecientes exportaciones de productos agropecuarios, los tripulantes de los barcos de carga que recalaban en la ciudad fueron los mejores propagandistas de la cerveza santafesina, cuya fama habrían propalado por puertos europeos. El ámbito portuario no sólo sería un espacio de movimiento acrecentado de dinero y mercancías o un lugar de difusión de la cerveza Santa Fe, sino asimismo una zona caracterizada por establecimientos expendedores y formas de consumo peculiares.
En 1979, cervecería Santa Fe adquiere la marca Schneider, que hasta ese momento era propiedad de Rodolfo Schneider (hijo de Otto Schneider) y en 2001 relanza su producción.